# غارات الإخوان على شرق الأردن
غارات الإخوان على شرق الأردن هي سلسلة من الغارات شنتها قوات إخوان من أطاع الله غير النظامية في نجد على إمارة شرق الأردن بين عامي 1922 و1924. كانت تكرار توغل جماعة إخوان من طاع الله في أجزاء صحراوية من إمارة شرق الأردن. وقد كانت بداية نشأة حركة الإخوان عام 1911. وكانت الأرطاوية أول منطقة مستوطنة «هجرة» لإخوان من أطاع الله، عمرتها لاحقًا قبيلة مطير. وسميت الهجر بذلك لأن سكانها هجروا حياة الغزو والترحال إلى حياة التدين والاستقرار

## الغارات

### الغارة الأولى (1922)
في بداية سنة 1922 تقدم الجيش الأبيض وهم الاخوان للأراضي الشمالية بقيادة الشيخ عقاب بن محيا (زعيم قبائل طلحة من قبيلة عتيبة) و هندي بن ناهس الذويبي الحربي (زعيم قبيلة بني عمرو من حرب )[بحاجة لمصدر] وكان هذا الجيش يطمح للسيطرة على الجوف عندما كانت تحت حكم الشعلان وفعلاً سُيطر على الجوف ووادي السرحان وأُرغم سكان هذه المناطق على دفع الجزية إلى الرياض. بعد ذلك زحف هذا الجيش إلى عمّان وهاجم قبائل بني صخر. بعد وصول الخبر إلى الأمير عبد الله بن الحسين سرعان ماطلب المساعدة من القوات البريطانية لصد جيش الإخوان ثم أرسلت الحكومة البريطانية طائرات وسيارات مصفحة. بعد انسحاب الاخوان من الأردن بادر الإنجليز بطلب الملك عبد العزيز لعقد اجتماع فانعقد اجتماع العقير في شهر نوفمبر سنة 1922م طرحت فيه مسألة الحدود للنقاش للمره الأولى فتم الإتفاق عليها بشرط منح القبائل حرية التنقل وفي المقابل اعترف البريطانيون بسيادة الملك عبد العزيز على منطقة الجوف ووادي السرحان.

### الغارة الثانية (1924)
في 1924 عزم الملك عبد العزيز على السيطرة على الحجاز وعزل الحسين بن علي من حكمه، كانت خطة الملك عبد العزيز هي زعزعة استقرار شرق الأردن وإشغال عبد الله الأول بن الحسين في حفظ إمارته من أجل ان يعجز عن مساعدة حكم والده شريف مكة في الحجاز.
في أغسطس 1924، قطعت قوة من الإخوان قوامها حوالي 4500 مهاجم  مسافة 1600 كيلومتر من نجد (في المملكة العربية السعودية حاليًا) لمهاجمة شرق الأردن التي كانت في ذلك الوقت تحت الحماية البريطانية. أشتبك الإخوان مع أفراد من قبيلة بني صخر على بعد 15 كيلومترا جنوب عمان ولكن سلاح الجو البريطاني هاجمهم بالطائرات. تكبد جيش الإخوان خسائر فادحة ، حيث وصل عدد القتلى إلى 500 بينما بلغ عدد القتلى من أفراد بني صخر حوالي 130 قتيلا. اطلق كلوب باشا على هذه المواجهة اسم "معركة زيزيا" حيث حدثت بمنطقة تسمى الان الجيزة

## ما بعد الهجمات
وقعت غارات أخرى للإخوان خلال تمرد الإخوان 1927-1930 ضد سلطة ابن سعود. أغار الإخوانيون على جنوب العراق في تشرين الثاني (نوفمبر) 1927 ، وعلى الكويت في كانون الثاني (يناير) 1928 ، حيث نهبوا الإبل والأغنام. في كلتا المناسبتين ، على الرغم من شنهم غارات وحشية ، تعرضوا لانتقامات شديدة من سلاح الجو الملكي والكويتيين.  هُزم الإخوان في النهاية على يد القوات النظامية التابعة لابن سعود وقتلت قيادتهم. تم دمج البقايا في الوحدات السعودية العادية.